# NGC 2716
NGC 2716 é uma galáxia espiral barrada (SB0-a) localizada na direcção da constelação de Hydra. Possui uma declinação de +03° 05' 25" e uma ascensão recta de 8 horas, 57 minutos e 35,8 segundos.
A galáxia NGC 2716 foi descoberta em 3 de Março de 1864 por Albert Marth.